# Blind (poker)

Schéma blindů při hře Texas hold 'em (button = dealer)

Blind je pokerový výraz pro povinnou sázku (z angl. blind = slepý, odtud někdy sázka naslepo), kterou do hry umisťují obvykle dva hráči nalevo od pozice dealera. Tento typ povinné sázky se objevuje většinou v community card pokerových variantách.
Ve většině případů se ve hře objevují dva typy blindů: big blind (velký blind) a small blind (malý blind). Small blind dává do hry hráč sedící jednu pozici nalevo od dealera, big blind hráč dvě pozice od dealera. Big blind je nejvyšší možná sázka, kterou tento hráč podle svého uvážení nastaví. Hodnota malého blindu je vždy polovina blindu velkého, někdy z praktických důvodů zaokrouhlená.
Výjimkou je hra dvou hráčů (tzv. heads-up), při kterém hráč na pozici dealera do hry umisťuje malý blind, druhý hráč blind velký. 
Blindy jsou v pokeru obsaženy z důvodu vyvolání akce a otevření banku, čili aby se v každé hře o něco hrálo. Dalším možným typem vynucené sázky je ante, kdy všichni hráči umisťují rovnoměrně stejnou úvodní sázku.
V cash games obvykle blindy zůstávají stejné po celou dobu hry. V turnajích povinné sázky většinou stoupají – zde kromě své původní funkce také regulují délku turnaje, protože s narůstajícími blindy je také obtížnější se v turnaji udržet. 